# محمد سيد صابر
محمد سيد صابر مهندس نووي مصري يعمل بهيئة الطاقة الذرية، أدين بتهمة التجسس لإسرائيل.

## تجنيده
جند من قِبل المخابرات الإسرائيلية عام 2006 في هونغ كونغ. تم تدريبه وتسليمه جهاز حاسب ألي (لاب توب) مزود ببرامج تشفير وإخفاء للمعلومات وكذلك وسيلة إخفاء بها مخبأ سري عبارة عن علبة مضخمة لحفظ إسطوانات CD وأيضا هاتف محمول مزود بشريحة لإحدى شركات المحمول الأجنبية لاستخدامه في اتصال الطوارئ، و كاميرا ماركة FUJILA-11 Mega Pixel.

## عمله مع المخابرات الإسرائيلية
أمدّهم بمعلومات ومستندات هامة وسرية عن أنشطة هيئة الطاقة الذرية و المفاعلات النووية. وكُلِّف بدس برنامج سري في أنظمة حواسيب الهيئة تتيح للمخابرات الإسرائيلية الإطلاع على كافة المعلومات المخزنة في هيئة الطاقة الذرية.

## القبض عليه ومحاكمته
تم القبض عليه فور وصوله مطار القاهرة الدولي بتاريخ 18 فبراير 2007, وأدين بتهمة التجسس لإسرائيل وحكم عليه في 25 يونيو 2007 بالسجن 25 عاما وغرامة سبعة عشر ألف دولار أمريكي وعزله من وظيفته.